# Royal National Theatre
Le Royal National Theatre sur la rive sud, dans le quartier de Lambeth à Londres, est immédiatement à l’est de l’extrémité sud du pont de Waterloo. Le bâtiment du National Theatre fut dessiné par l’architecte Sir Denys Lasdun et ses salles ont ouvert séparément entre 1976 et 1977. Depuis 1963, avant que la compagnie ne s’installe définitivement sur la rive sud, la National Theatre Company, comme elle était couramment appelée, avait ses quartiers dans le Old Vic Theatre sur Waterloo Road.
Le titre honorifique de Royal a été ajouté en 1988 après une campagne lancée par Max Rayne, le président du National Theatre, pour marquer le vingt-cinquième anniversaire de l’inauguration de la compagnie (et le propre départ de Rayne). Le directeur du théâtre, Richard Eyre, y était opposé car il craignait que les productions deviennent un peu trop « comme il faut ». L’ajout fut peu à peu gommé (mais pas de façon officielle) quand Rayne partit en retraite. La plupart des anglais amateurs de théâtre continue de faire référence à la compagnie et à ses murs sous le nom de The National Theatre, quand ce n’est pas tout simplement The National.
Le National Teatre présente des programmes hautement variés, qui comprennent Shakespeare et d’autres classiques, de nouvelles pièces dans une politique de soutien des auteurs contemporains, mais aussi des reprises de grands classiques de comédies musicales. 

## Le bâtiment
Le bâtiment du National Teatre renferme trois salles distinctes :
- L’Olivier Theatre (du nom de son premier directeur artistique, Laurence Olivier) est la salle principale, et aussi la plus grande. Son plan reprend celui du théâtre antique d’Épidaure ; la scène est ouverte et les gradins disposés en éventail peuvent accueillir 1 160 personnes. C'est dans cette salle que se trouve le Drum Revolve (le plateau tournant) ; un plateau particulier, bourré de technologie, et qui peut descendre de huit mètres. Les bords de la scène peuvent tourner sur eux-mêmes, et deux plateaux d'une capacité de 10 tonnes facilitent les changements de décor.
- Le Lyttelton Theatre (du nom d’Oliver Lyttelton, le premier président du théâtre) a une avant-scène arquée et peut accueillir 890 personnes.
- Le Cottesloe Theatre (du nom de Lord Cottesloe, président de la scène théâtrale de la rive sud) est un petit auditorium modulable, dessiné par Ian Mackintosh. En fonction de la disposition des sièges il peut accueillir jusqu’à 400 personnes.

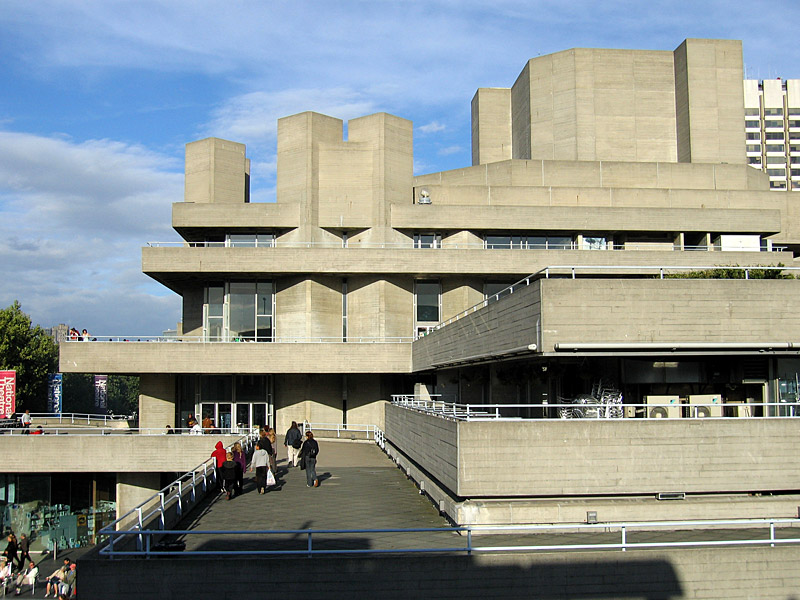
Le National Theatre de Denys Lasdun - Un « paysage urbain » fait de terrasses emboîtées les unes dans les autres répondant à King's Reach sur la Tamise et exploitant les vues sur la cathédrale Saint-Paul et Somerset House.

Le parvis le long de la rive voit des représentations en plein air se dérouler les mois d’été. Les terrasses et les foyers du complexe théâtral furent aussi le lieu de performances expérimentales en situation.   
Les foyers du National Theatre sont ouverts au public où il peut trouver une librairie spécialisée dans l’art théâtral, des restaurants, des bars et des lieux d’exposition. En journée des visites des coulisses sont organisées, ainsi que des concerts de musique dans le foyer tous les soirs à partir de 6 heures, avant le début des représentations.
Le style du bâtiment du National Theatre fut décrit par Mark Girouard lors de son ouverture comme une « esthétique de formes brisées ». Les critiques architecturales furent partagées lors de sa construction. Même les thuriféraires du Mouvement moderne comme Sir Nikolaus Pevsner ont trouvé le traitement brutaliste interne et externe un peu trop radical. Plus célèbre fut le mot du prince Charles entendu en 1988 décrivant le bâtiment : « le moyen le plus ingénieux de construire une centrale nucléaire en plein Londres sans soulever d'objection ».
En dépit des controverses, le théâtre reçut en 1994 un Grade II dans la liste des monuments classés du Royaume-Uni. Quoique le théâtre paraisse l’archétype du brutalisme en Angleterre, le bâtiment a été réévalué depuis la mort de Ladsun, le rapprochant bien plus du travail d'un Le Corbusier que des monumentaux bâtiments des années 1960 tels ceux de Paul Rudolph. L’équilibre raffiné entre les éléments horizontaux et verticaux du bâtiment de Lasdun contraste harmonieusement avec les masses des immeubles adjacents comme la Hayward Gallery et le Queen Elizabeth Hall. Aujourd’hui le National Theatre réalise l'exploit d'être à la fois le bâtiment londonien le plus apprécié et le plus détesté dans les sondages d'opinion. Un récent travail d’illumination, en particulier les volumes des cintres, a rencontré un grand succès : c'est une des nombreuses réponses artistiquement heureuses qu'offre le bâtiment.

## Directeurs artistiques
- Laurence Olivier (1963-1973) avec Kenneth Tynan en tant que « directeur littéraire ».
- Peter Hall (1973-1988)
- Richard Eyre (1988-1997)
- Trevor Nunn (1997-2003)
- Nicholas Hytner (2003-2015)
- Rufus Norris (2015 à aujourd'hui)